# لوسي هيل
كارين لوسيل «لوسي» هيل (ولدت في 14 يونيو 1989) هي ممثلة أميركية ومغنية.

## نشأتها
ولدت لوسي هيل في الرابع عشر من يونيو في العام 1989، في ممفيس (تينيسي). ابنة جولي نايت وبريستون هيل، والدتها تعمل في مجال التمريض، ولديها شقيقة أكبر اسمها ماغي. خلال طفولتها كانت تأخذ دروساً في التمثيل والغناء نظراً للموهبة التي ظهرت عليها.

## السيرة المهنية

### التمثيل
عرفها الجمهور للمرة الأولى في برنامج الواقع American Juniors في العام 2003، ومن ثمّ انتقلت إلى لوس أنجلوس في عمر الخامسة عشرة بهدف الحصول على أدوار درامية، وتحقق الأمر معها مع بضعة أدوار ثانوية بداية خلال مشاركتها في إحدى حلقات قناة ديزني الأطفال. في ديسمبر 2009 اختيرت لدور اريا مونتغمري في السلسلة التلفزيونية الكاذبات الصغيرات الجميلات، وفي عام 2010 فازت لوسي بجائزة اختيار المراهقين عن دورها بالمسلسل. في العام 2012 كان لها دور بطولي في أحدث أفلام حكاية سيندريللا. وفي يونيو 2013 تمّ اختيارها لتكون سفيرة الماركة التجميلية Mark Girl.

### الغناء
على خط مواز، ومن التمثيل إلى الموسيقى، التي تصفها هال بأنّها حبّها الأوّل ، حيث تأثرّت بقوّة بشانيا تواين وفايث هيل، إلا أنّ المصدر الأكبر لإيحائها كانت بريتني سبيرز. وفي يونيو 2012 تمّ الإعلان عن توقيع عقد بينها وبين تسجيلات هوليوود، وأصدرت أغنيات منفردة لها مع نهاية العام وبداية 2013، وكانت أول أغنية منفردة لها بعنوان You Sound Good To Me وقد شبّه صوتها بصوت كاري أندروود . وفي فبراير 2014 أعلنت أنّ اسم ألبومها الجديد سيكون «بين الطريق»، وسيطلق قي الثالث من يونيو في سنة 2014.

## الأعمال الفنية

### أفلام
| السنة | العنوان                        | الدور              | الملاحظات |
| ----- | ------------------------------ | ------------------ | --------- |
| 2008  | اخوات البنطال المسافر 2        | إيفي كاليغاريس     |           |
| 2009  | جزيرة الخوف                    | ميغان / جينا كامبل |           |
| 2011  | صرخه 4                         | شيري               |           |
| 2011  | قصة سندريلا                    | كاتي جيبس          |           |
| 2012  | سر الأجنحة                     | البرونق            | دور صوتي  |
| 2016  | في انتظار روكسي                | روكسي هارت         |           |
| 2018  | االحقيقة أم الجرأة (فيلم 2018) | أوليفيا بارون      |           |

### مسلسلات
- ذا أو سي
- كيف قابلت أمكما
- سي إس آي: ميامي
- الكاذبات الصغيرات الجميلات

## الجوائز والترشيحات
| السنة                  | العمل                      | الفئة                     | النتيجة                | المصدر                 |
| جائزة اختيار المراهقين | جائزة اختيار المراهقين     | جائزة اختيار المراهقين    | جائزة اختيار المراهقين | جائزة اختيار المراهقين |
| ---------------------- | -------------------------- | ------------------------- | ---------------------- | ---------------------- |
| 2010                   | الكاذبات الصغيرات الجميلات | أفضل ممثلة في مسلسل صيفي  | فوز                    | [ 7 ]                  |
| 2011                   | الكاذبات الصغيرات الجميلات | أفضل ممثلة في مسلسل صيفي  | فوز                    | [ 8 ]                  |
| 2012                   | الكاذبات الصغيرات الجميلات | أفضل ممثلة في مسلسل درامي | فوز                    | [ 9 ]                  |
| 2013                   | الكاذبات الصغيرات الجميلات | أفضل ممثلة في مسلسل صيفي  | فوز                    | [ 10 ]                 |
| 2014                   | الكاذبات الصغيرات الجميلات | أفضل ممثلة في مسلسل درامي | فوز                    | [ 11 ]                 |
| 2015                   | الكاذبات الصغيرات الجميلات | أفضل ممثلة في مسلسل درامي | فوز                    |                        |
| 2016                   | الكاذبات الصغيرات الجميلات | أفضل ممثلة في مسلسل صيفي  | رُشِّح                    |                        |
| 2017                   | الكاذبات الصغيرات الجميلات | أفضل ممثلة في مسلسل درامي | فوز                    | [ 12 ]                 |

## وصلات خارجية
- الموقع الرسمي
- لوسي هيل على موقع IMDb (الإنجليزية)
- لوسي هيل على موقع ميتاكريتيك (الإنجليزية)
- لوسي هيل على موقع روتن توميتوز (الإنجليزية)
- لوسي هيل على موقع قاعدة بيانات الأفلام العربية
- لوسي هيل على موقع ألو سيني (الفرنسية)
- لوسي هيل على موقع ميوزك برينز (الإنجليزية)
- لوسي هيل على موقع تيرنر كلاسيك موفيز (الإنجليزية)
- لوسي هيل على موقع أول موفي (الإنجليزية)
- لوسي هيل على موقع قاعدة بيانات الأفلام السويدية (السويدية)
- لوسي هيل على موقع إن إن دي بي (الإنجليزية)